# Bertine Sutton
Bertine Entwisle Sutton, né le 17 décembre 1886 à Kensington et mort le 28 septembre 1946, est un pilote du Royal Flying Corps pendant la Première Guerre mondiale et officier de la Royal Air Force des années 1920 aux années 1940.

## Biographie

### Jeunesse
Bertine Sutton naît le 17 décembre 1886 à Kensington. Il est le fils du révérend Alfred Sutton et de son épouse Bertha Frances Entwisle, et petit-fils de James Sutton de Shardlow. Il étudie à Eton et à l'University College d'Oxford, où il obtient son Bachelor of Arts en 1908.
Après avoir obtenu son diplôme, Bertine Sutton travaille dans un cabinet d'avocat à Londres jusqu'à ce qu'il soit employé par la maison d'édition Hutchinson. Il projetait de devenir avocat, mais le déclenchement de la Première Guerre mondiale le conduit à s'engager dans l'armée.

### Première Guerre mondiale
Bertine Sutton est l'un des premiers membres de l'infanterie montée de l'Université d'Oxford et, en 1914, il rejoint le Inns of Court Officers' Training Corps en tant que simple soldat. En octobre de la même année, il est nommé second lieutenant dans le Westmorland and Cumberland Yeomanry et est envoyé en France. Au début de l'année 1916, il est affecté au No. 5 Squadron RAF (en) du Royal Flying Corps, où il sert en tant qu'officier observateur.